# Euglyphis
Euglyphis är ett släkte av fjärilar. Euglyphis ingår i familjen ädelspinnare.

## Bildgalleri

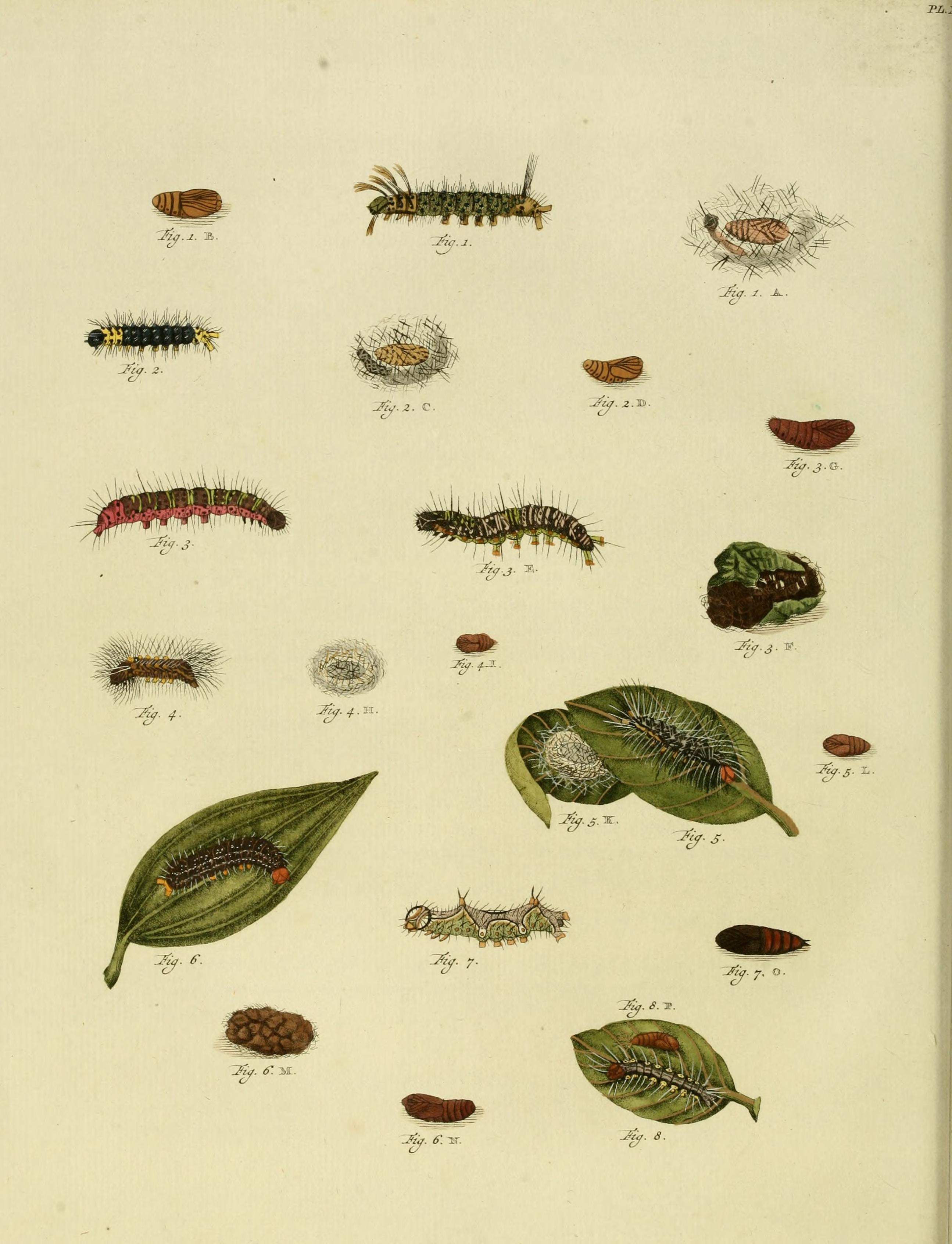
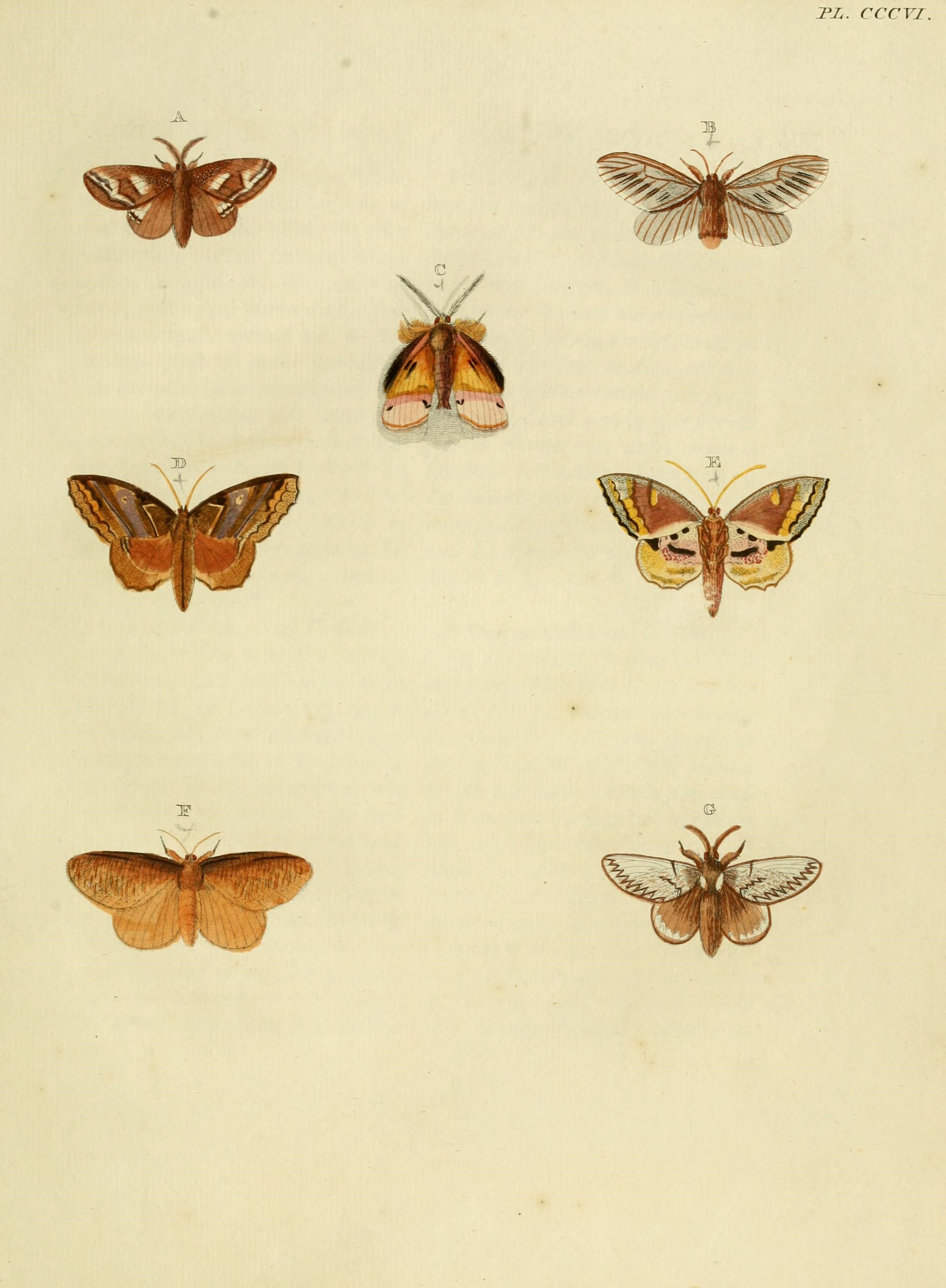
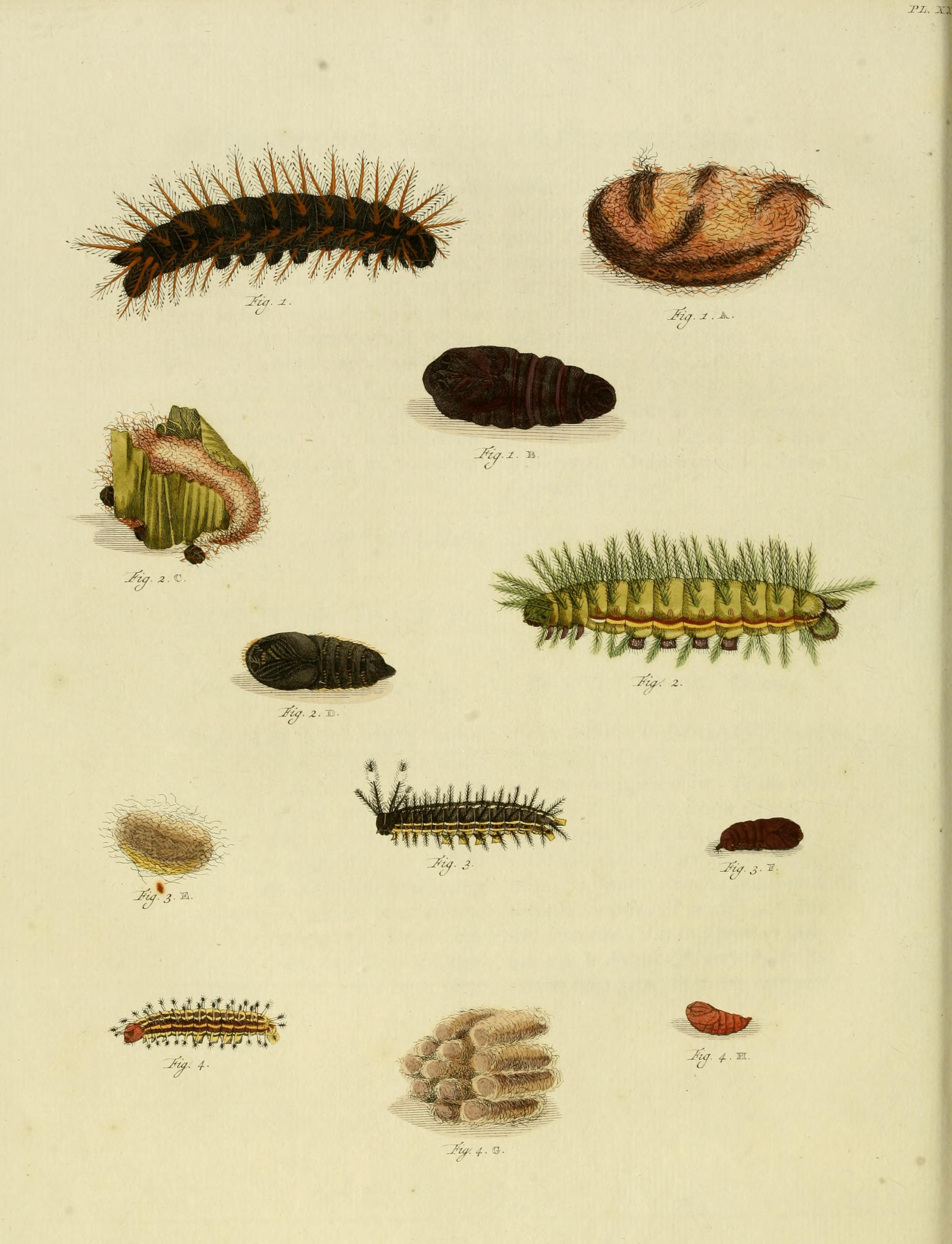
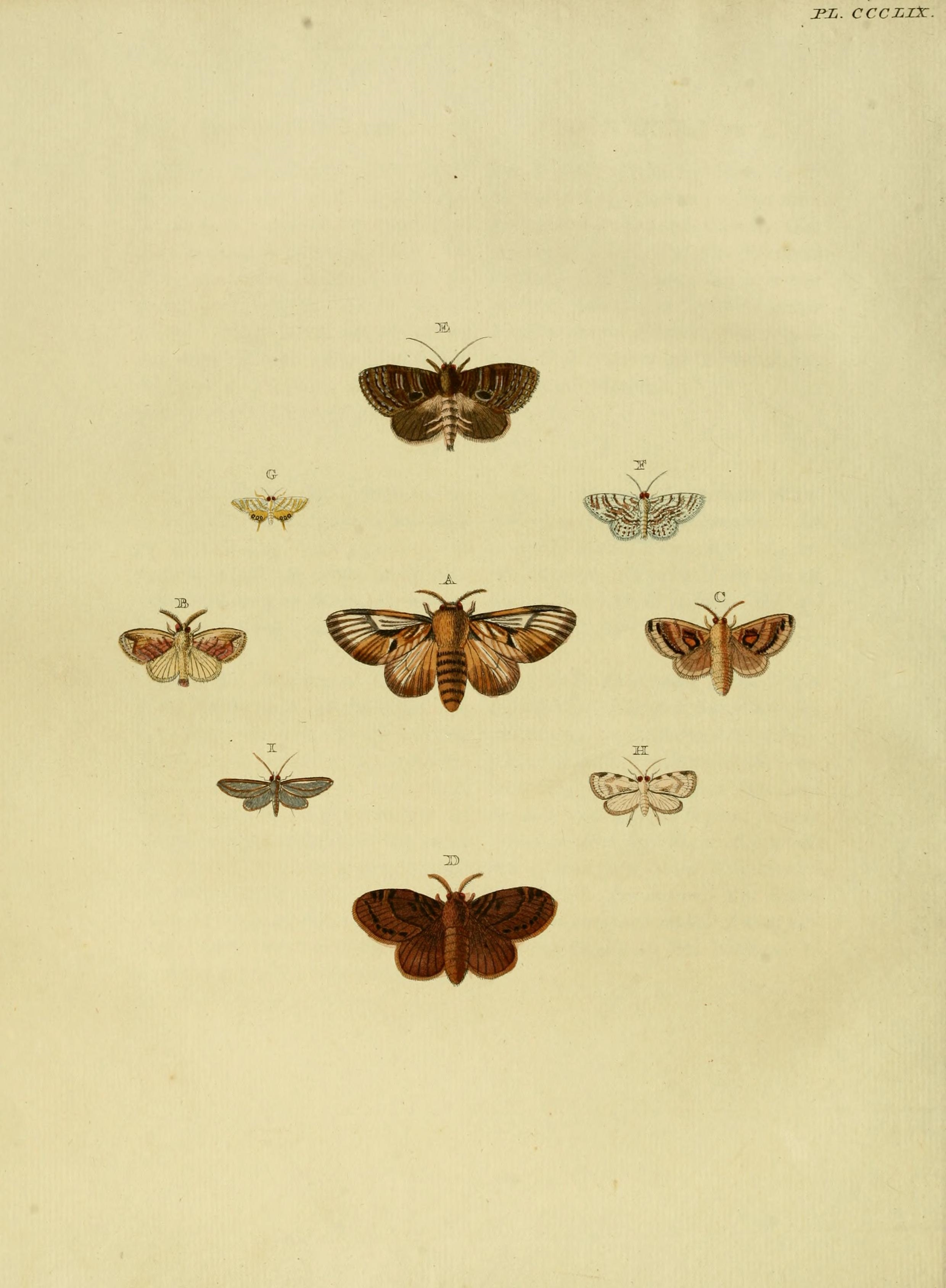
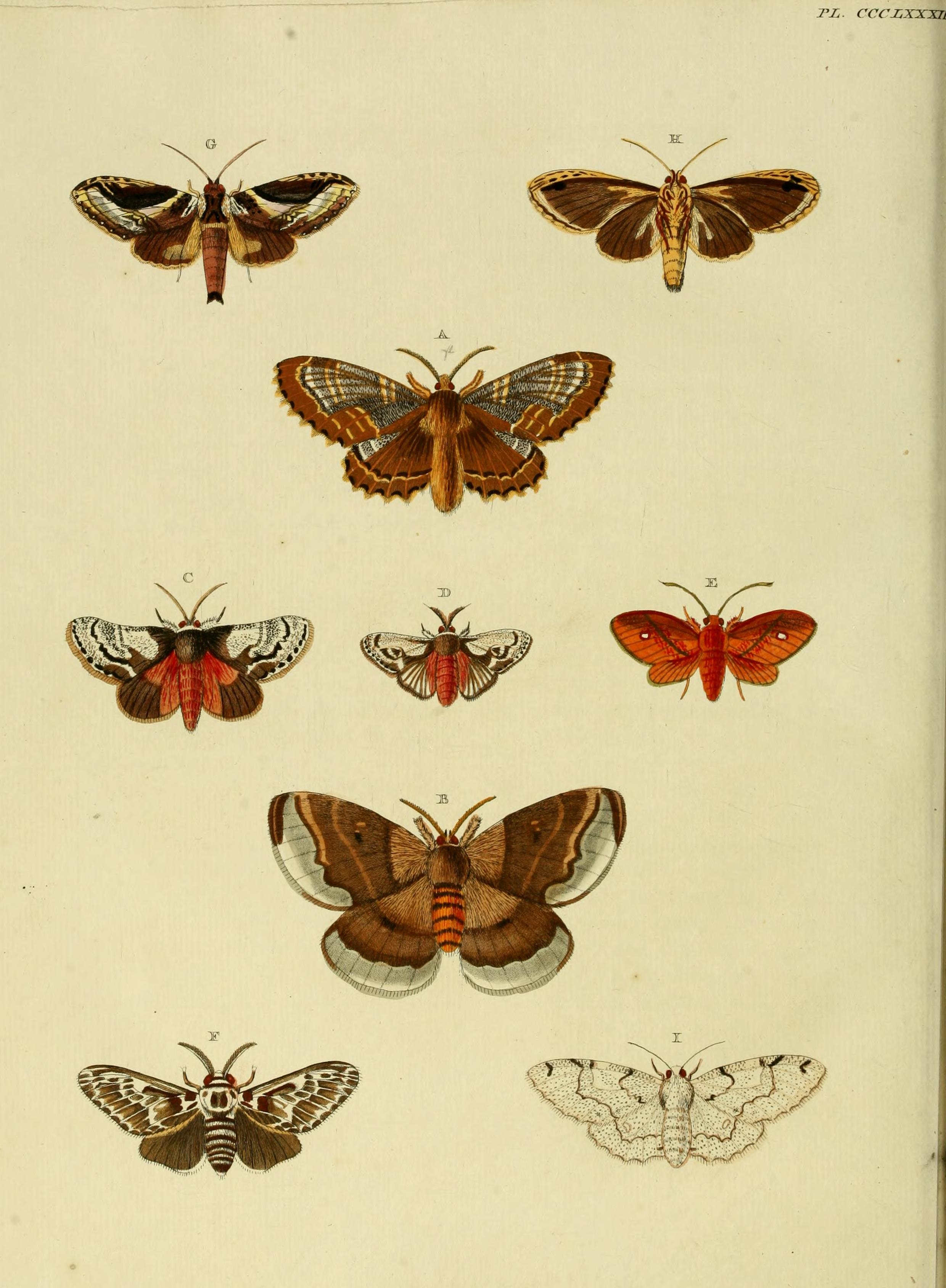
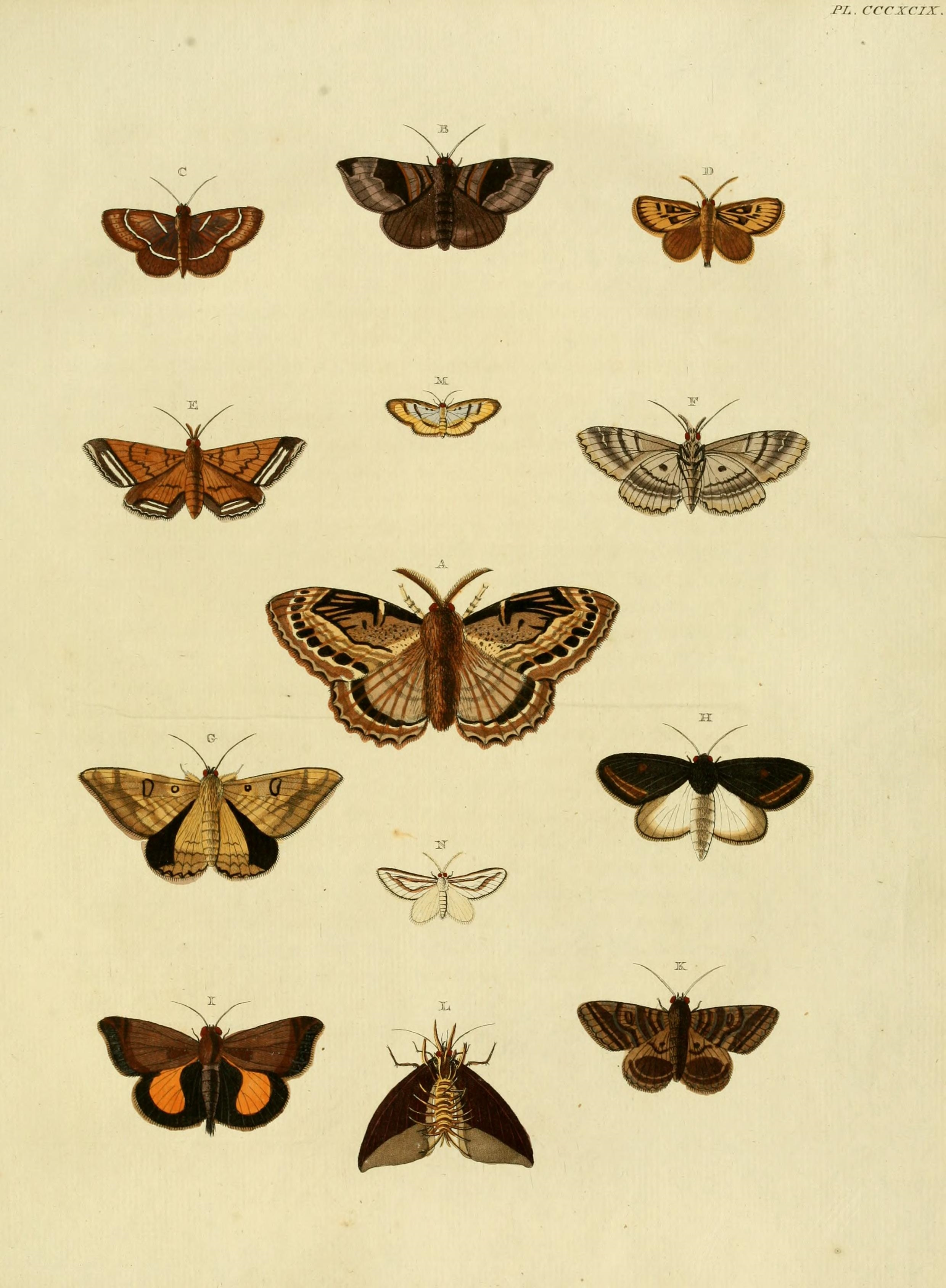

## Dottertaxa tillEuglyphis, i alfabetisk ordning[1]
- Euglyphis abolla
- Euglyphis adusta
- Euglyphis adustata
- Euglyphis aenegia
- Euglyphis agdara
- Euglyphis agresta
- Euglyphis albata
- Euglyphis albidifascia
- Euglyphis albidula
- Euglyphis albigrisea
- Euglyphis albiochrea
- Euglyphis albiplaga
- Euglyphis albiserrata
- Euglyphis albofusca
- Euglyphis aldegondes
- Euglyphis aleria
- Euglyphis alumnata
- Euglyphis amathuria
- Euglyphis amatura
- Euglyphis amazonica
- Euglyphis amida
- Euglyphis amisena
- Euglyphis ampira
- Euglyphis argyphea
- Euglyphis artata
- Euglyphis asapha
- Euglyphis attenuata
- Euglyphis audifax
- Euglyphis banghaasi
- Euglyphis barda
- Euglyphis bardina
- Euglyphis bibiana
- Euglyphis bibula
- Euglyphis binuba
- Euglyphis bipuncta
- Euglyphis bochica
- Euglyphis boresa
- Euglyphis braganza
- Euglyphis  braganzina
- Euglyphis braganzoides
- Euglyphis bridarolliana
- Euglyphis brumosa
- Euglyphis brunnea
- Euglyphis cachaca
- Euglyphis cacopasa
- Euglyphis calida
- Euglyphis campinata
- Euglyphis canescens
- Euglyphis canifascia
- Euglyphis canities
- Euglyphis cantella
- Euglyphis capillata
- Euglyphis captiosa
- Euglyphis cariacica
- Euglyphis cariosa
- Euglyphis carola
- Euglyphis casia
- Euglyphis casimir
- Euglyphis cassida
- Euglyphis castalia
- Euglyphis castrensis
- Euglyphis catenifera
- Euglyphis cayennensis
- Euglyphis celebris
- Euglyphis centuncula
- Euglyphis cercina
- Euglyphis certima
- Euglyphis chamicuros
- Euglyphis charax
- Euglyphis chera
- Euglyphis cinerea
- Euglyphis cinerulenta
- Euglyphis ciniala
- Euglyphis cinifax
- Euglyphis circumducta
- Euglyphis claudia
- Euglyphis cloe
- Euglyphis cochabamba
- Euglyphis coda
- Euglyphis colombiensis
- Euglyphis combusta
- Euglyphis confusa
- Euglyphis congruens
- Euglyphis consolabilis
- Euglyphis conspersa
- Euglyphis contubernalis
- Euglyphis corcyra
- Euglyphis crepuscularis
- Euglyphis daltha
- Euglyphis debilis
- Euglyphis deceana
- Euglyphis definita
- Euglyphis deformis
- Euglyphis delineata
- Euglyphis dentilinea
- Euglyphis detrita
- Euglyphis deusta
- Euglyphis dicax
- Euglyphis differens
- Euglyphis directa
- Euglyphis directilinea
- Euglyphis discorica
- Euglyphis distincta
- Euglyphis divergens
- Euglyphis divulsa
- Euglyphis dormia
- Euglyphis durtea
- Euglyphis efferata
- Euglyphis egra
- Euglyphis elena
- Euglyphis elongata
- Euglyphis erebina
- Euglyphis exigua
- Euglyphis exoterica
- Euglyphis faeculenta
- Euglyphis fallacia
- Euglyphis falsa
- Euglyphis falsaria
- Euglyphis falsifica
- Euglyphis farina
- Euglyphis farinula
- Euglyphis fasciolata
- Euglyphis fenestrata
- Euglyphis fibra
- Euglyphis filispinosa
- Euglyphis flatura
- Euglyphis flaviana
- Euglyphis flumentana
- Euglyphis folia
- Euglyphis fulvago
- Euglyphis funerea
- Euglyphis fusca
- Euglyphis fusconigra
- Euglyphis geminata
- Euglyphis genesa
- Euglyphis gera
- Euglyphis geroides
- Euglyphis gibea
- Euglyphis giulia
- Euglyphis godeberti
- Euglyphis grammophora
- Euglyphis gundlea
- Euglyphis gurda
- Euglyphis guttivena
- Euglyphis guttularina
- Euglyphis guttularis
- Euglyphis herberti
- Euglyphis horrifer
- Euglyphis huacamaya
- Euglyphis hyalescens
- Euglyphis incivilis
- Euglyphis inconspicua
- Euglyphis incopiosa
- Euglyphis indentata
- Euglyphis indrosia
- Euglyphis inflata
- Euglyphis insuta
- Euglyphis intermedia
- Euglyphis interula
- Euglyphis intuta
- Euglyphis iresca
- Euglyphis isolina
- Euglyphis jeba
- Euglyphis juliana
- Euglyphis kotzschi
- Euglyphis lacinia
- Euglyphis lacrimosa
- Euglyphis lanceolata
- Euglyphis lapana
- Euglyphis lankesteri
- Euglyphis laronia
- Euglyphis larunda
- Euglyphis larundina
- Euglyphis lascoria
- Euglyphis lascorina
- Euglyphis laudia
- Euglyphis laudissima
- Euglyphis laurena
- Euglyphis laverna
- Euglyphis lepta
- Euglyphis libella
- Euglyphis libnites
- Euglyphis lignosa
- Euglyphis lillia
- Euglyphis limba
- Euglyphis lixa
- Euglyphis lola
- Euglyphis lucedia
- Euglyphis luciana
- Euglyphis lucilla
- Euglyphis lyso
- Euglyphis macasibia
- Euglyphis maculata
- Euglyphis maculella
- Euglyphis magnaevia
- Euglyphis maha
- Euglyphis manaosa
- Euglyphis marbodia
- Euglyphis marginalis
- Euglyphis marginata
- Euglyphis maria
- Euglyphis marica
- Euglyphis marissima
- Euglyphis marna
- Euglyphis mediana
- Euglyphis medinensis
- Euglyphis medioclara
- Euglyphis melaina
- Euglyphis melancholica
- Euglyphis melca
- Euglyphis mendosa
- Euglyphis metrana
- Euglyphis mexicana
- Euglyphis minuta
- Euglyphis mizera
- Euglyphis modesta
- Euglyphis moisa
- Euglyphis mollis
- Euglyphis morens
- Euglyphis moridens
- Euglyphis morosa
- Euglyphis mucida
- Euglyphis mulieraria
- Euglyphis murina
- Euglyphis mus
- Euglyphis mya
- Euglyphis namora
- Euglyphis napala
- Euglyphis napalita
- Euglyphis napaloides
- Euglyphis napalona
- Euglyphis naraxa
- Euglyphis narceta
- Euglyphis nardina
- Euglyphis nebula
- Euglyphis nebulosa
- Euglyphis necopina
- Euglyphis necopinella
- Euglyphis nennia
- Euglyphis nigropunctata
- Euglyphis nocens
- Euglyphis nubiplena
- Euglyphis nysaea
- Euglyphis nystamma
- Euglyphis obliterata
- Euglyphis obsessa
- Euglyphis obtusa
- Euglyphis ochropyga
- Euglyphis ocyroe
- Euglyphis ogenes
- Euglyphis olivetta
- Euglyphis onesca
- Euglyphis onoba
- Euglyphis orgyia
- Euglyphis ornanda
- Euglyphis ornata
- Euglyphis oroyana
- Euglyphis oslacia
- Euglyphis ozora
- Euglyphis palma
- Euglyphis palota
- Euglyphis palumba
- Euglyphis panselene
- Euglyphis parepa
- Euglyphis pastica
- Euglyphis patchetti
- Euglyphis perosa
- Euglyphis petronella
- Euglyphis petrovna
- Euglyphis phedonia
- Euglyphis phedonionides
- Euglyphis phidonia
- Euglyphis phyllis
- Euglyphis pira
- Euglyphis plana
- Euglyphis planita
- Euglyphis poasia
- Euglyphis pompilus
- Euglyphis praedicabilis
- Euglyphis praxithea
- Euglyphis primola
- Euglyphis princeps
- Euglyphis prodiga
- Euglyphis propinqua
- Euglyphis pseudamida
- Euglyphis pumayaca
- Euglyphis punctigera
- Euglyphis punctulata
- Euglyphis putrida
- Euglyphis pygma
- Euglyphis quassa
- Euglyphis quercifolia
- Euglyphis rages
- Euglyphis ragesina
- Euglyphis rapina
- Euglyphis rearensis
- Euglyphis rectidivisa
- Euglyphis renesca
- Euglyphis resarta
- Euglyphis resina
- Euglyphis retrita
- Euglyphis reversa
- Euglyphis revincta
- Euglyphis riphea
- Euglyphis rivulosa
- Euglyphis romanina
- Euglyphis roseimaculata
- Euglyphis roseonigra
- Euglyphis roxana
- Euglyphis rubiginosa
- Euglyphis rubresca
- Euglyphis rubrica
- Euglyphis rundala
- Euglyphis salandria
- Euglyphis salebrosa
- Euglyphis scaptia
- Euglyphis schadei
- Euglyphis scripturata
- Euglyphis semifunebris
- Euglyphis semita
- Euglyphis senucis
- Euglyphis serapion
- Euglyphis signifera
- Euglyphis sigurda
- Euglyphis simia
- Euglyphis similavis
- Euglyphis simiola
- Euglyphis skaptiodes
- Euglyphis sobrina
- Euglyphis sommeri
- Euglyphis songoensis
- Euglyphis sonia
- Euglyphis sordida
- Euglyphis spectans
- Euglyphis spreta
- Euglyphis spurcata
- Euglyphis subguttularis
- Euglyphis submarginalis
- Euglyphis subterranea
- Euglyphis sulcata
- Euglyphis sulga
- Euglyphis supertheresa
- Euglyphis sura
- Euglyphis suramis
- Euglyphis sylpha
- Euglyphis taedia
- Euglyphis talma
- Euglyphis tamila
- Euglyphis taminata
- Euglyphis tamira
- Euglyphis tanta
- Euglyphis tapajoza
- Euglyphis temblora
- Euglyphis temperata
- Euglyphis tenuata
- Euglyphis teramba
- Euglyphis terasita
- Euglyphis teresina
- Euglyphis terranea
- Euglyphis theresa
- Euglyphis thyatira
- Euglyphis tirmina
- Euglyphis tornipuncta
- Euglyphis tornisigna
- Euglyphis torrida
- Euglyphis tosticrista
- Euglyphis tripunctata
- Euglyphis tupmila
- Euglyphis umbrona
- Euglyphis umbrosa
- Euglyphis unda
- Euglyphis vandrilla
- Euglyphis varma
- Euglyphis vecina
- Euglyphis venalia
- Euglyphis victoris
- Euglyphis viridescens
- Euglyphis viridiflava
- Euglyphis viridisuffusa
- Euglyphis vistorica
- Euglyphis vithersi
- Euglyphis vitripuncta
- Euglyphis vittabunda
- Euglyphis xingua
- Euglyphis yahuarmaya
- Euglyphis yoha
- Euglyphis zemira
- Euglyphis zenona
- Euglyphis zikani
- Euglyphis zurcheri